# Мазьер, Франсис
Франси́с Мазье́р (1924—1994) — французский этнолог и археолог, автор книг, в частности бестселлера (1965) о феноменальных открытиях на острове Пасхи, сделанных во время его годичного исследования территории острова при посредничестве жены-полинезийки по имени Тила. Легенды острова Пасхи, изученные Мазьером, говорили о расе «мастеров, упавших с неба».

## Творчество
- «Экспедиция Тумук-Умак: Гвиана» / Expédition Tumuc-Humac : Guyane (1953)
- «Индейцы Амазонки» / Indiens d’Amazonie (1953)
- «Парана, маленький индеец» / Parana, le petit Indien (1953
- «Архипелаг Тики: жизнь и смерть Маркизских островов» / L’Archipel du Tiki : Vie et mort des îles Marquises (1957) — о народе Тики острова Фату-Хива.
- «Теива, дитя островов» / Teïva, enfant des îles (1959)
- «Хина, маленькая таитянка» / Hina, la petite Tahitienne (1959)
- «Оронго, мальчишка острова Пасхи» / Orongo, petit garçon de l'île de Pâques (1965)
- «Фантастический остров Пасхи: глаза смотрят на звезды …» / Fantastique île de Pâques : Des yeux regardent les étoiles… (1965); в русском переводе с сокращениями Стеркина Г. Я. и Бобкова Б. С. — «Загадочный остров Пасхи» (Москва: Изд-во «Мысль», 1970)
- «От Синая до Мёртвого моря: от Моисея до Иисуса» / Du Sinaï à la Mer Morte : De Moïse à Jésus (1983)
- «Книга Эноха» / Le livre d’Enoch (1977)